# Neptuns Grotte
|  | For bygningen i Potsdam i Tyskland, se Neptungrotte. |
Neptuns Grotte (italiensk: Grotta di Nettuno) er en stalaktit-grotte nær byen Alghero på den italienske ø Sardinien. Grotten blev opdaget af lokale fiskere i det 18. århundrede og har siden udviklet sig til en populær turistattraktion. Grotten har sit navn fra havets gud, Neptun, i den romerske mytologi.

## Overview
Indgangen til grotten ligger kun omkring en meter over havniveauet ved foden af de 110 m høje Capo Caccia- klinter, og grotten kan derfor kun besøges, når vandet er forholdsvis stille. En trappe, som blev hugget ud i klinten i 1954, den 654-trin høje escala del cabirol (gedens trin), fører fra en parkeringsplads på toppen af klinten og ned til indgangen. Grotten kan også nås ved en kort tur i båd fra havnen i Alghero. Disse ture arrangeres hver time i sommerperioden, men knapt så hyppigt forår og efterår. Der ligger to andre grotter i nærheden, den "Grønne grotte", som ikke er åben for turister, og Grotta di Ricami, som kun kan nås fra vandsiden.
Under vandet er der overalt mange store huler, som er særdeles tiltrækkende for dyrkere af SCUBA-dykning. Den største og mest kendte er Nereohulen, der hvert år besøges af tusindvis af dykkere.
Den samlede længde af hulesystemet anslås at være omkring fire kilometer, men kun nogle få hundrede meter er tilgængelige for offentligheden. Indenfor er der stier mellem oplyste stalaktit- og stalagmitdannelser og en 120 m lang saltvandssø, som ligger i havniveau. Grotten var engang levested for den Mediterrane Munkesæl (Monachus monachus), som er blevet udryddet i området.

## Turisme
Turister, der besøger Neptuns Grotte får en ledsaget tur, og føres i en enkelt række ad en oplyst sti, mens turguider giver oplysninger om grotten på italiensk og engelsk. Grotten er stærkt besøgt og kan i turismens højsæson i august have besøg af 200 turister ad gangen.
Neptuns Grotte dannede rammen om inspilningen af den italiensk film L'isola degli uomini pesce (oversat: Fiskernes ø), der blev optaget i sommeren 1978. Under optagelserne var grotten i omkring to måneder omdannet til en enorm kulisse. Filmen er en science fiction-film med Barbara Bach i hovedrollen og med Sergio Martino som instruktør.